# Arcipelago Bonaparte
L'arcipelago Bonaparte è un gruppo di isole situate al largo della costa nord dell'Australia Occidentale, nelle acque dell'oceano Indiano. Appartengono alla Local government area della Contea di Wyndham-East Kimberley, nella regione di Kimberley. Il luogo abitato più vicino è Kalumburu situato a circa 100 chilometri ad est del gruppo di isole.

## Geografia
L'arcipelago è costituito da diverse centinaia di isole e isolotti che si estendono lungo un tratto di 150 chilometri di costa, all'incirca tra Hall Point (a sud-ovest, 15°40′21″S 124°22′09″E) e Cape Voltaire (a nord-est, 14°15′36″S 125°34′35″E), di fronte alle insenature di Camden, Brunswick Bay, York Sound e Montague Sound.
L'isola più grande del gruppo è Augustus Island, seguita per estensione da Bigge Island.
Alcune isole dell'arcipelago ospitano una specie di Petrogale, il warabi.

### Isole principali
| Isola           | Area (ha) | Coordinate             |
| --------------- | --------- | ---------------------- |
| Augustus        | 19023     | 15°21′41″S 124°33′05″E |
| Bernouilli      | 240       | 15°01′28″S 124°46′44″E |
| Berthier        | 515       | 14°29′22″S 124°59′29″E |
| Bigge           | 17850     | 14°35′20″S 125°09′11″E |
| Boongaree       | 4935      | 15°05′09″S 125°12′02″E |
| Buffon          | 235       | 14°55′00″S 124°44′22″E |
| Byam Martin     | 790       | 15°22′48″S 124°21′24″E |
| Capstan         | 320       | 14°34′55″S 125°16′14″E |
| Champagny       | 1362      | 15°18′14″S 124°15′06″E |
| Coronation      | 4038      | 15°00′00″S 124°55′14″E |
| Desfontaines    | 218       | 15°01′17″S 124°51′15″E |
| East Montalivet | 344       | 14°16′45″S 125°18′00″E |
| Entrance        | 307       | 15°16′46″S 124°37′24″E |
| Glauert         | 990       | 15°03′33″S 124°58′23″E |
| Greville        | 315       | 15°18′15″S 124°51′23″E |
| Heywood         | 692       | 15°20′22″S 124°19′27″E |
| Jungulu (Darcy) | 4740      | 15°17′59″S 124°24′24″E |
| Katers          | 1775      | 14°27′59″S 125°32′00″E |
| Lamarck         | 225       | 14°46′59″S 125°01′36″E |
| Lucas           | 210       | 15°13′01″S 124°30′23″E |
| Maret           | 340       | 14°24′30″S 124°58′36″E |
| Mictyis         | 260       | 15°12′34″S 124°47′58″E |
| Murrara         | 345       | 14°59′17″S 125°14′26″E |
| Museum          | 210       | 14°56′52″S 124°45′01″E |
| Prudhoe         | 325       | 14°25′19″S 125°15′38″E |
| Purrungku       | 1300      | 14°38′26″S 125°14′00″E |
| South Maret     | 350       | 14°26′24″S 124°59′11″E |
| St Andrew       | 1525      | 15°21′37″S 125°00′25″E |
| St Patrick      | 430       | 15°21′11″S 124°57′43″E |
| Umbanganan      | 238       | 15°26′17″S 124°36′32″E |
| Uwins           | 3240      | 15°14′42″S 124°49′04″E |
| West Montalivet | 313       | 14°18′09″S 125°13′17″E |
| Wollaston       | 798       | 14°29′56″S 125°28′00″E |

## Toponimi
L'arcipelago fu nominato Archipel Bonaparte dalla spedizione di Nicolas Baudin il 16 agosto 1801 in onore di Napoleone Bonaparte, all'epoca primo console di Francia.
Champagny Island, così chiamata da Nicholas Baudin in onore dello statista e diplomatico francese Jean-Baptiste Nompère de Champagny, duca di Cadore.
Heywood Island, denominata da Phillip Parker King nell'agosto del 1821 in onore del capitano Heywood della HMS Vulcan che era in queste acque nel 1801.
Coronation Island, così chiamata da Philip Parker King il 22 settembre 1820 per commemorare l'anniversario dell'incoronazione di re Giorgio III.